# Strongylognathus arnoldii
Strongylognathus arnoldii is een mierensoort uit de onderfamilie van de knoopmieren (Myrmicinae). De wetenschappelijke naam van de soort werd in 1985 gepubliceerd door Radchenko.